# Azure (アルバム)
『azure』（アジュール）は、米倉千尋の8枚目のアルバムである。

## 概要
タイトルの意味は「紺碧の青空」で、今作は他のアーティストからの提供楽曲と、自身の手掛けた楽曲の半分ずつで、構成されている。初回盤のみ「星になるまで」との連動特典専用応募ハガキを封入している。

## 収録曲
1. Heaven's Door
  - 作詞・作曲：米倉千尋、編曲：aqua.t
2. 星になるまで
  - 作詞・作曲：岡本真夜、編曲：aqua.t
  - 岡本は、ミニアルバム『Wonderful Colors』で、セルフカバーしている。
3. クローバー
  - 作詞・作曲：佐久間勉、編曲：高山和芽・aqua.t
4. 約束の場所へ
  - 作詞・作曲：米倉千尋、編曲：高山和芽・aqua.t
  - テレビアニメ「カレイドスター」後期オープニングテーマ
  - ベストアルバム『BEST OF CHIHIROX』にも、収録されている。
5. Beehive
  - 作詞・作曲：山中さわお、編曲：aqua.t
  - the pillowsはシングル『その未来は今』でセルフカバーしている。
6. 夢の地図
  - 作詞・作曲：米倉千尋、編曲：aqua.t
7. She
  - 作詞：若松健治、作曲：瀬川忍、編曲：脇丸諄一・aqua.t
8. プレゼント
  - 作詞・作曲：米倉千尋、編曲：高山和芽・aqua.t
9. 冬のひまわり
  - 作詞・作曲：米倉千尋、編曲：aqua.t
10. エミリー
  - 作詞・作曲：大江千里、編曲：高山和芽・aqua.t
11. 飛べ！紙ヒコーキ
  - 作詞・作曲：米倉千尋、編曲：aqua.t